# Francheville (Eure)
Francheville foi uma antiga comuna francesa na região administrativa da Normandia, no departamento de Eure. Estendia-se por uma área de 24,28 km². Em 2010 a comuna tinha 1 254 habitantes (densidade: 51,6 hab./km²).
Em 1 de janeiro de 2017, passou a formar parte da nova comuna de Verneuil d'Avre et d'Iton.